# 迦摩多
迦摩多（かまた、生没年不詳）は、『日本書紀』などに伝わる古代朝鮮の間諜。

## 古代の間諜について
『日本書紀』巻二十二によると、推古天皇9年（454年）、
| 「 | 秋あき九月ながつきの辛巳かのとみの朔ついたち戊子つちのえねのひ（8日）に、新羅しらきの間諜うかみの者ひと迦摩多かまた、対馬つしまに到いたれり。則すなはち捕とらへて貢たてまつる。上野かみつけのくにに流ながす。 | 」 |

とある。この箇所以外に、「六国史」で「間諜」の語が現れるのは、『続日本紀』巻第十三の、藤原広嗣の乱について記された
とあるところのみである。
はっきりと描かれていないが、大化元年（645年）の古人大兄皇子の変で、吉備笠垂らが果たしていた役割も、間諜と同じではなかったのか、と言われている。
また、『書紀』巻第二十七によると、草薙剣が盗まれ、新羅に届けられるところを、風雨で吹き戻されて失敗した、という記述も存在する（草薙剣盗難事件。
『万葉集』巻第二、109番の歌で、大津皇子は津守通の占いで出た結果にかかわらず、石川郎女と関係をもったという趣旨の歌を詠んでいる。この津守通が果たした役割が間諜であった可能性がある、と吉永登は述べている。
日本における記録はここまでであるが、大陸や半島の史書には間諜の記録が若干あり、『三国史記』の金庾信（きんゆしん）伝には、
1. 642年（善徳王12年）の「高句麗諜者浮屠徳昌（ふととくしょう）」
2. 648年（真徳王の太和2年）の百済の諜者
3. 655年（永徽6年）の武烈王2年の新羅の県令で百済で虜になった男とその雇い主の話
4. 660年（龍朔元年）に高句麗の諜者を利用した例

などがあげられている。
さらに『三国遺事』には、金庾信が新羅の国つ神である3人の娘に教えられ、新羅の花郎団の白石と名乗る高句麗人の若者を処断するという話もある。『書紀』にも、吉備上道弟君に、新羅への道程が遠いと教えた「国神」の記述が存在する。
『三国史記』「百済本紀」には、高句麗の長寿王が蓋鹵王（こうろおう）を殺す際に、浮屠道琳を利用した、という話が見える。同じく列伝第四には新羅の居柒夫（きょしつふ）のことも記されている。
『旧唐書』巻一百九十九上・東夷伝高麗条、『新唐書』巻第百二十、東夷伝高麗条にも、諜者の存在を示す記述が存在する。

## 推古朝の対新羅関係について
当時の朝鮮半島との関係に関して『書紀』には、
1. 迦摩多事件の前年、601年に境部臣と穂積臣が任那救援のために新羅を攻めた[7]。
2. 602年（推古天皇10年3月）、大伴連噛を高句麗に、坂本臣糠手を百済に派遣して、任那救援軍とした[8]。
3. 迦摩多事件直後の11月には「新羅（しらき）を攻（せ）むることを議（はか）る[9]」。
4. 603年（推古天皇10年2月）には征新羅大将軍として来目皇子が任命され、神部（かんとものを）・国造・伴造ら、2万5千人の軍勢を与えられている[10]。
5. 皇子の軍は4月に筑紫に上陸して、嶋郡（しまのこおり、現在の福岡県糸島市北半分）へ兵をすすめ、「船舶」（つむ）をあつめて、兵粮を運んだ[11]。
6. 6月には大伴咋や坂本糠手が百済より戻り、皇子の軍に合流したが、皇子は病に臥しており、軍を率いることができなかった[12]。
7. 皇子は翌年2月、604年になくなった[13]。
8. 同年4月、後任の将軍に当摩皇子が選ばれた[14]。
9. 7月、当摩皇子は難波より出航し[15]、播磨国に辿り着いたが、夫人がなくなったため、埋葬後、引き返した[16]。

とある。
滝川政次郎は来目皇子の病を、『聖徳太子伝暦』の推古天皇11年2月の記述から、迦摩多の一味である間諜の手にかかったものではないか、と推測している。
推古10年10月には、百済の僧、観勒（かんろく)が暦の本と天文地理の書と、遁甲方術の書を献上し、それを日本人の書生に学ばせたという記事がある。滝川政次郎はこの記述を日本での忍術の起源とし、新羅間諜への対向策としたのではないか、と述べている。
直木孝次郎は、これらの説に対して、疑問を呈する意見を述べている。聖徳太子が「新羅の奴ら、遂に将軍を殺せり」と述べたことは、皇子の死んだのは新羅の奴らに殺されたも同然だ」という程度の意味だろうと異議を唱えている。忍者と間諜の相違点をあげてもいる。